# Ganoderma manoutchehrii
Ganoderma manoutchehrii är en svampart som beskrevs av Steyaert 1972. Ganoderma manoutchehrii ingår i släktet Ganoderma och familjen Ganodermataceae.   Inga underarter finns listade i Catalogue of Life.